# Puya grubbii
Puya grubbii är en gräsväxtart som beskrevs av Lyman Bradford Smith. Puya grubbii ingår i släktet Puya och familjen Bromeliaceae. Inga underarter finns listade i Catalogue of Life.